# Love Never Dies (musical)
Love Never Dies es un musical cuya música fue compuesta por Andrew Lloyd Webber, letras de Glenn Slater con algunas colaboraciones en letras de parte de Charles Hart, y guion escrito por ambos Lloyd Webber y Ben Elton contando con material adicional de Slater y Frederick Forsyth. Es una secuela del longevo musical de Lloyd Webber El fantasma de la ópera, que a su vez era adaptación de la afamada obra original homónima que le da nombre de Gaston Leroux. La trama no se basa en la historia establecida en el libro original de Gaston Leroux. Lloyd Webber declaró: "No considero esto como una secuela – es una pieza independiente". Más tarde él aclararía: "Claramente, es una secuela, pero realmente no creo que uno mismo tenga que haber visto El fantasma de la ópera para comprender Love Never Dies". Los eventos del musical están ambientados en 1907, que Lloyd Webber expresa "aproximadamente diez años después del final del El fantasma de la ópera original", aunque los acontecimientos de la novela original transcurren en 1881.
El espectáculo inicia cuando un misterioso impresario invita a Christine Daaé para actuar en Phantasma, una atracción nueva ubicada en Coney Island. Acompañada de su marido Raoul y su hijo Gustave, Christine viaja hasta Brooklyn... sin saber que quien la ha convocado es en realidad "El Fantasma" que ha arreglado su aparición en el popular complejo turístico.
Aunque Lloyd Webber comenzó a trabajar en Love Never Dies en 1990, no fue sino hasta 2007 que comenzó a componer su música. El musical se estrenó en Adelphi Theatre del West End londinense el 9 de marzo de 2010 con preestrenos desde el 22 de febrero de 2010, donde se mantuvo en cartel hasta el 27 de agosto de 2011. Desde entonces también ha sido representada en otras ciudades a lo largo del mundo. Fue dirigida originalmente por Jack O'Brien y coreografiada por Jerry Mitchell, pero el espectáculo fue cerrado durante cuatro días en noviembre de 2010 para reescrituras sustanciales, que fueron supervisadas por Lloyd Webber, y re-abrió con nueva dirección de Bill Kenwright. Los diseños de escenarios y vestuario fueron provistos por Bob Crowley. La producción londinense original recibió críticas en su mayoría negativas, pero la producción australiana posterior con un equipo de diseño completamente nuevo y revisiones fundamentales fue generalmente mejor recibida. La producción de Broadway planificada, que tendría que haberse estrenado de forma simultánea con West End, fue retrasada y luego pospuesta indefinidamente.

## Producción
Andrew Lloyd Webber comenzó a pensar en una secuela en 1990. Tras conversaciones con Maria Björnson, la diseñadora del Fantasma de la Ópera, Lloyd Webber decidió que, de existir alguna vez una secuela, debería situarse en Nueva York, a comienzos del Sg. XX. Una de sus primeras ideas fue que el fantasma viviera en uno de los primeros áticos de Manhattan, si bien cambió de opinión cuando visionó un documental sobre el parque de atracciones de Coney Island. Entonces, Lloyd Webber comenzó a colaborar con el escritor Frederick Forsyth en el proyecto, pero rápidamente descartó estos primeros esbozos pues se presentaban muy complicados a la hora de adaptarlos a escena. Forsyth editó algunas de las ideas elaboradas junto a Lloyd Weber en su novela The Phantom of Manhattan.
Lloyd Webber retomó el proyecto en 2006, colaborando con unos cuantos escritores y directores de escena. Sin embargo, Lloyd Weber aún no creía que sus ideas fueran adaptables a una obra de teatro musical. Finalmente, en 2007, Ben Elton (quien trabajó como letrista del musical de Lloyd Weber The Beautiful Game) presentó su propio argumento para una secuela, basada en las ideas iniciales del mismo Lloyd Webber. El tratamiento que Elton dio a la historia se enfocaba más en los personajes originales del Fantasma de la Ópera, y omitía los nuevos personajes que Lloyd Webber y Forsyth habían desarrollado. Este nuevo enfoque complació a Lloyd Webber quien consideró que era el argumento más adecuado para ser adaptado musicalmente. Este argumento de Elton sirvió como el catalizador para que LLoyd Webber comenzara a trabajar en la secuela, y en marzo de 2007, en su web, anunció oficialmente que se estaba encargando del proyecto.
El Daily Mail anunció en mayo de 2007 que la secuela sufriría un retraso debido a que Otto, su gato Van Turco de seis meses, había saltado hasta el piano digital de Lloyd Webber consiguiendo borrar toda la partitura. Lloyd Webber fue incapaz de recuperar ni una nota del instrumento, teniendo que reescribir toda la banda sonora. Aunque en realidad, la nota se trató de un ardid o truco publicitario.
En mayo del 2008, durante la final en directo de su reality I'd Do Anything, Lloyd Webber anunció que la secuela se llamaría "Phantom: Once Upon Another Time". Sin embargo, el 14 de septiembre de 2008, durante la transmisión por la BBC del concierto celebrado por su 60 cumpleaños, Lloyd Webber anunció que el título sería "Love Never Dies" (El amor nunca muere).
En julio de 2008, el primer acto de lo que aún se conocía como "Phantom: Once Upon Another Time", fue interpretado en el festival anual de Sydmonton. En este estreno, el Fantasma fue interpretado por Ramin Karimloo, mientras Raoul fue Alistair Robbins.
El 3 de julio de 2009, Lloyd Webber anunció que Ramin Karimloo y Sierra Boggess habían sido elegidos para interpretar al Fantasma y a Christine en Love Never Dies. También se confirmó que el papel de Meg Giry sería interpretado por Summer Strallen, Madame Giry por Liz Robertson y Raoul sería Joseph Millson. También se reveló entonces que un nuevo personaje, Fleck, sería creado para el finalista de I'd Do Anything Niamh Perry.
Lloyd Webber intentó originalmente un estreno simultáneo para Love Never Dies en Londres, Nueva York y Shanghái durante el otoño de 2009. Posteriormente, la producción sufrió un retraso pues se dio cuenta de que sería muy difícil encontrar el elenco y poner en marcha tres producciones simultáneas del mismo musical, sin que la calidad de las mismas se resintiese.
El 8 de octubre de 2009, Lloyd Webber presentó el musical en una rueda de prensa celebrada en el Her Majesty's Theatre, donde se representa El fantasma de la ópera desde 1986. Estuvieron presentes Sierra Boggess, la nueva Christine Daaé, y Ramin Karimloo, que daría vida al Fantasma después de haber interpretado ese mismo papel en el West End. Karimloo cantó la primera canción de su personaje en la nueva producción a los periodistas, miembros de la industria, y fanes que asistieron a la presentación. Boggess ya se había puesto en la piel de Christine Daaé en el espectáculo Phantom — The Las Vegas Spectacular y el papel de Ariel de La Sirenita en Broadway.
En esta conferencia de prensa, Lloyd Webber anunció que Love Never Dies comenzaría sus ensayos públicos en Londres el 20 de febrero de 2010. Otra producción sería montada en Nueva York a partir del 11 de noviembre de 2010 y una futura producción en Australia comenzaría sus representaciones en el 2011. Lloyd Webber también anunció planes para producciones asiáticas y canadienses. 
Lloyd Webber reveló que el elenco original había ya realizado la grabación de la obra, si bien esta no se presentaría hasta que la producción se estrenase.
El primer preestreno, que se suponía debería haberse producido el 20 de febrero de 2010, fue cancelado y postpuesto al 22 de febrero de 2010, debido a problemas técnicos. Andrew Lloyd Webber se disculpó por esta cancelación del primer previo. Dijo que estaba profundamente apenado por la gente que había reservado para el 20 de febrero, pues se suponía que sería el primer estreno de su nueva obra.
Debido a las críticas variadas y la dura reacción de un grupo de fanes del Fantasma, un productor ejecutivo del musical le dijo a Patrick Healy del The New York Times que antes de su estreno en Broadway, posiblemente en el Neil Simon Theatre en primavera del año que viene, posiblemente "sufrirá algunos cambios".
El 1 de octubre de 2010, se anunció que el musical no llegaría a Broadway en la primavera de 2011, siendo pospuesto temporalmente. Lloyd Webber también anunció que el musical llegaría a Australia y Canadá durante 2011.
El 12 de octubre de 2010, se celebró una conferencia de prensa en el Parliment House, Victoria, donde Lloyd Webber apareció vía satélite para anunciar que la producción de Australia se estrenaría en mayo de 2011 en el Regent Theatre de Melbourne. Esta producción, la primera fuera del Reino Unido, contaría con un nuevo equipo creativo australiano incluyendo al director, Simon Phillips.
El 1 de febrero de 2011, se anunció que los protagonistas de la nueva producción australiana serían Ben Lewis como El Fantasma y Anna O'Byrne como Christine.

Tras meses de despedir al director original y contratar a uno nuevo, de ofrecer grandes descuentos para atraer público y llenar un teatro casi vacío, de cambios en el libreto y la partitura, Andrew Lloyd Webber jamás reconoció que el gran problema del musical fueron la historia o el libreto y la música compuesta por melodías recicladas de otras obras de él mismo, principalmente la canción titular. Así las cosas, las funciones en el teatro Adelphi concluyeron el 27 de agosto de 2011. La historia se resumía, según los críticos, como "una joven soprano en bancarrota, que cruza el atlántico con su hijo ilegítimo y un marido borracho para acudir por invitación de un nada misterioso magnate obsesionado a interpretar una canción, tres veces reciclada, en un parque de diversiones pasado hoy a mejor vida. En vez de un pago por una melodía intrascendente, la cantante recibe la muerte de manos de una amiga ex bailarina convertida en vedette celosa."

## Argumento

### Acto I
El show comienza en una oscura guarida en lo alto de una torre ("The Aerie"), donde el Fantasma se encuentra junto a un enorme retrato de su antiguo amor, Christine Daaé. Han pasado diez años desde los acontecimientos de la Ópera, pero el Fantasma vive torturado por la ausencia de su amada, y canta ("'Til I Hear You Sing"). 
Madame Giry y los artistas nos presentan Phantasma, el parque de atracciones que el Fantasma ha levantado en Coney Island y la fuente de su actual riqueza ("The Coney Island Waltz"). Entonces aparece en escena Meg Giry, que junto a las Ohh La La Girls, anima a la audiencia de Phantasma ("Only For You"). Tras la actuación, Meg se reúne con su madre, y las dos comentan la noticia de que Christine ha sido contratada por Oscar Hammerstein para cantar en el Manhattan Opera House. Madame Giry se irrita porque el Fantasma no ha visto la actuación de Meg y recuerda cómo ella y Meg le ayudaron a escapar de contrabando de París a Nueva York.
Christine, su esposo Raoul y su hijo Gustave llegan New York, donde son recibidos por una nube de paparazzis que preguntan por el contrato de Hammerstein y las deudas de Raoul. A continuación llega un carruaje con Fleck, Squelch y Gangle, freaks de Phantasma, y entregan una carta para Christine ("Are You Ready To Begin?"). Creyendo que se trata de una carta de Hammerstein, los Chagny se van con los freaks, que los llevan a Coney Island. En el hotel, Christine y Raoul discuten, y Raoul recibe un mensaje de Hammerstein para que se reúna con él, y se marcha, rechazando jugar con Gustave ("What A Dreadful Town!..."). Entonces Christine consuela a Gustave e intenta hacerle comprender la actitud de su padre ("Look With Your Heart"). Después de enviar a Gustave a la cama, El Fantasma entra en la habitación de Christine y recuerdan una noche de pasión que tuvieron antes del matrimonio de ella ("Beneath A Moonless Sky"). Su amor pudo haber triunfado en el pasado, pero las actuales circunstancias no lo permiten ("Once Upon Another Time"). 
Gustave se despierta gritando por culpa de una pesadilla y conoce al Fantasma ("Mother Please, I’m Scared!"). El Fantasma le promete a Gustave que le enseñará todos los secretos de Phantasma. Cuando Gustave vuelve a la cama se produce una pequeña confrontación entre el Fantasma y Christine, pues el Fantasma amenaza a Christine con llevarse a Gustave si no rompe su contrato con Hammerstein y canta para él. Al día siguiente, Christine se reencuentra con su vieja amiga Meg, que se disgusta mucho al comprobar que cantará allí. Al mismo tiempo, Raoul se reencuentra con Madame Giry, que le informa que el dueño de jefe de su esposa es el Fantasma ("Dear Old Friend").Mientras tanto, los freaks se llevan a Gustave al Aerie donde es recibido por el Fantasma. 
Gustave toca una melodía en el piano que lleva al Fantasma a sospechar que él es el padre del niño ("Beautiful"). El Fantasma hace diferentes preguntas a Gustave y descubre que son almas gemelas. Creyendo que Gustave le aceptará, se desenmascara a sí mismo, pero Gustave se asusta y grita ("The Beauty Underneath"). Christine llega al Aerie y reconforta a Gustave, que se marcha con Meg. Irritado, el Fantasma presiona a Christine y ésta confiesa que Gustave es su hijo ("The Phantom Confronts Christine"). El Fantasma se arrepiente de haber chantajeado a Christine y le hace prometer que jamás le dirá a Gustave quién es su verdadero padre. También le dice que puede irse sin cantar, pero ella acepta cantar para él. Tras la marcha de Christine, el Fantasma declara que todo cuanto posee irá a manos del pequeño heredero. Madame Giry, que lo ha escuchado todo, se enfurece porque todos sus años de trabajo han sido en vano por culpa de Gustave.

### Acto II
Después del "Entr'acte", Raoul analiza su fracasado matrimonio con Christine en un bar de mala muerte ("Why Does She Love Me?") y pronto se le une Meg, que le incita a que se marche con su mujer y su hijo. Raoul le dice que no tiene miedo del Fantasma, que está escuchando la conversación detrás de la barra. Cuando Meg se va, el Fantasma se revela y hace una apuesta con Raoul: si Christine no canta, la familia unida podrá irse. De lo contrario, será Raoul quién regrese solo a París. Raoul acepta la apuesta y el Fantasma le hace preguntarse quién es el verdadero padre de Gustave ("Devil Take The Hindmost"). 
Más tarde, Fleck, Squelch y Gangle anuncian el concierto de Christine e invitan al público a entrar en Phantasma ("Invitation To The Concert"). A continuación Meg realiza un strip-tease sobre la elección de su traje de baño ("Beathing Beauty "). El público se vuelve loco por Meg, pero Madame Giry le dice que El Fantasma no ha visto su actuación porque estaba con Christine y que todo fue para nada ("Mother, Did You Watch??"). En "Before The Perfomance", Gustave explora entre bastidores, mientras que Raoul le pide a Christine que cancele el concierto si le ama. Cuando Raoul se va, el Fantasma entra y le dice a Christine que el amor de Raoul no es suficiente y que debe cantar para él. En su camerino, Christine recuerda los tiempos de la Ópera, cuando tuvo qué decidir entre Raoul y el Fantasma. Raoul, el Fantasma y Madame Giry se preguntan si Christine cantará ("Devil Take The Hindmost (Reprise)").
Finalmente Christine decide cantar, sellando así su elección ("Love Never Dies"). Raoul se marcha mientras Christine recibe atronadores aplausos. El Fantasma y Christine vuelven al camerino, tras lo cual se besan apasionadamente y declaran su amor, también allí Christine encuentra una carta de Raoul informándole de su marcha ("Ah Christine!..."). En ese instante Christine se da cuenta de que Gustave ha desaparecido ("Gustave, Gustave!..."). El Fantasma sospecha de Madame Giry y la amenaza, pero Fleck señala que vio un espejo roto en el camerino de Meg y a la propia Meg en la distancia arrastrando a una pequeña figura. El Fantasma cree saber donde ha ido Meg.
En los muelles, Meg intenta ahogar a Gustave cuando aparecen el Fantasma, Christine y Madame Giry ("Please Miss Giry, I Want To Go Back…"). Meg los apunta con un arma y revela su secreto: ha tenido que trabajar como prostituta para hombres influyentes para beneficiar al Fantasma. Ella culpa de todo a Madame Giry por haber sido una madre negligente. El Fantasma intenta obtener el arma, pero Meg dispara accidentalmente a Christine. El Fantasma envía a Meg y Madame Giry a buscar ayuda. Christine le cuenta a Gustave quién es su verdadero padre. Gustave rechaza al Fantasma y sale corriendo.
Christine se despide del Fantasma y le dice que su amor por él nunca morirá ("Finale"). Se besan y ella muere en sus brazos. El Fantasma llora y acuna el cadáver de Christine. Entonces Gustave reaparece con Raoul, que aún no se ha marchado, y se agachan sobre el cuerpo inerte de Christine. El Fantasma se aleja a un rincón. Raoul habla con Gustave y le anima para que acepte y quiera a su verdadero padre, y se quede con él. Mientras Raoul toma el cuerpo sin vida de su esposa y lo acuna, Gustave se levanta y se acerca al Fantasma. Padre e hijo se toman de la mano y se abrazan. Fin.

## Elenco
Personajes Love Never Dies
| Personaje                 | Reparto Original en Londres                                                                                    | Reparto Original en Melbourne                                                |
| ------------------------- | --- | ---------------------------------------------------------------------------- |
| Fantasma                  | Ramin Karimloo                                                                                                 | Ben Lewis                                                                    |
| Christine Daaé            | Sierra Boggess                                                                                                 | Anna O'Byrne                                                                 |
| Raoul, Vizconde de Chagny | Joseph Millson                                                                                                 | Simon Gleeson                                                                |
| Madame Giry               | Liz Robertson                                                                                                  | Maria Mercedes                                                               |
| Meg Giry                  | Summer Strallen                                                                                                | Sharon Millerchip                                                            |
| Fleck                     | Niamh Perry | Emma J. Hawkins                                                              |
| Squelch                   | Adam Pierce | Paul Tabone                                                                  |
| Gangle                    | Jami Reid-Quarrell                                                                                             | Dean Vince                                                                   |
| Gustave                   | Jack Blass Harry Child Daniel Dowling Tyler Fagan Alexander Hockaday Richard Linnell Charlie Manton Kaisun Raj | George Cartwright Bush Trent Heath Lachlan Kelly Jack Lyall Kurtis Papadinis |

## Números musicales
Después de un corto cierre en noviembre de 2010, la obra reabrió retocada. Estos son los actuales números musicales:
| Acto 1 - The Aerie (El nido) - The Orchestra - Til I Hear You Sing (Hasta que te oiga cantar)- The Phantom - The Coney Island Waltz (El vals de Coney Island) - The Orchestra - Only For You (Solo para ti) - Meg Giry, Fleck, Squelch, Gangle, Ensemble - Ten Long Years (Duet)(Diez largos años) - Meg, Madame Giry - Christine Disembarks (Christine desembarca) - Raoul, Gustave, Ensemble - Are You Ready To Begin? (Llegada del Trio- ¿Están preparados para empezar?)- Fleck, Gangle, Squelch, Raoul, Gustave, Ensemble - What A Dreadful Town! (¡Qué ciudad tan terrible!) - Raoul, Christine, Gustave - Look With Your Heart (Mira con el corazón) - Christine, Gustave - Beneath A Moonless Sky (Bajo un cielo sin luna) - Christine, The Phantom - Once Upon Another Time (Érase una vez en otro tiempo) - Christine, The Phantom - Mother Please, I'm Scared! (Madre, por favor, ¡estoy asustado!) - The Phantom, Gustave, Christine - Dear Old Friend (Querido viejo amigo) - Meg, Madame Giry, Christine, Raoul, Gustave, Ensemble - Beautiful (Hermoso) - Gustave, Fleck, Gangle, Squelch, The Phantom - The Beauty Underneath (La belleza interior) - The Phantom, Gustave - Phantom Confronts Christine (El Fantasma se enfrenta a Christine) - The Phantom, Christine, Madame Giry | Acto 2 - Entr'acte (Entreacto) - The Orchestra - Why Does She Love Me? (¿Por qué me ama?) - Raoul, Meg, Ensemble - Devil Take The Hindmost (Que gane el mejor) - Raoul, The Phantom - Invitation To The Concert (Invitación al concierto) - Fleck, Gangle, Squelch, Ensemble - Bathing Beauty (Belleza en el baño) - Meg, Fleck, Gangle, Squelch, Ensemble - "Mother, Did You Watch?" ("Madre, ¿has visto?") - Meg Giry, Madame Giry - Before The Performance (Antes de la actuación) - Christine, Raoul, Gustave, The Phantom - Devil Take The Hindmost (Quartet) (Que gane el mejor) - Gustave, Raoul, The Phantom, Madame Giry, Meg, Ensemble - Love Never Dies (El amor nunca muere) - Christine - "Ah, Christine!" - The Phantom & Christine - "Gustave! Gustave!" - Christine, The Phantom, Madame Giry, Fleck, Gangle, Squelch, - "Please Miss Giry, I Want To Go Back!" (¡Por favor, señorita Giry, quiero volver!") - Gustave & Meg - Finale (Final) - The Phantom & Christine - Playout - Orchestra |

## Grabaciones

### Sencillos
"The Coney Island Waltz" y "'Til I Hear You Sing" fueron interpretadas en público por primera vez el 8 de octubre de 2009 durante una rueda de prensa en Londres.
La primera canción en públicarse fue "The Coney Island Waltz", que se presentó como pequeño adelanto del musical en 2009official site. La web oficial la presentó como un adelanto para los clientes que reservaran el disco de estudio de Love Never Dies. El video musical se basó en grabaciones de archivo de Coney Island.
"'Til I Hear You Sing", interpretada por Ramin Karimloo, fue el primer sencillo del musical y fue presentado en exclusiva el 20 de febrero de 2010 a través de la web del The Mail on Sunday, y posteriormente presentada en todos sitios el 22 de febrero de 2010. Es una balada de amor donde el narrador masculino expresa su gran angustia por escuchar la voz de su amada después de muchos años. "'Til I Hear You Sing" también es la primera canción que el Fantasma canta en el musical. El video musical promocional fueron descartes de la actuación en vivo de Ramin Karimloo el 8 de octubre de 2009 en la rueda de prensa en Londres y fue difundido el mismo día, con Karimloo cantando con un traje azul mientras Sierra Boggess permanece sentada en un trono. El video musical oficial presenta a Karimloo en un apartamento mientras un proyector muestra imágenes de Sierra Boggess.
El 26 de enero de 2010 la canción que da título al musical, "Love Never Dies" fue interpretada por primera vez en el The South Bank Show Awards, cantada por Sierra Boggess acompañada por Andrew Lloyd Webber y Louise Hunt con dos enormes pianos. El programa fue emitido por la cadena ITV1 el 31 de enero de 2010. 
La melodía es idéntica y reciclada de otros números escritos por Lloyd Weber, como "Our Kind of Love", de su musical The Beautiful Game del año 2000, o "The Heart is Slow to Learn", que ya fue previsto para una secuela del fantasma y fue cantada por Kiri Te Kanawa en 1998 durante el concierto Andrew Lloyd Webber: The Royal Albert Hall Celebration. "Love Never Dies" también tiene una melodía similar a "Theme from the Apartment" de la película de Billy WilderEl apartamento.
La cantante galesa Katherine Jenkins fue elegida por Lloyd Webber para grabar su versión de "Love Never Dies" a finales de 2009.

La canción aparece en el primer corte del disco de Jenkins Believe que será lanzado el 29 de marzo de 2010. Jenkins interpretó la canción con Lloyd Webber en el programa de ITV1 Dancing on Ice]] el 28 de febrero de 2010. Lloyd Webber declaró que Jenkins no podría grabar la banda sonora completa del musical Love Never Dies pues su rango vocal es de mezzo-soprano, no de soprano como es el de Sierra Boggess. De hecho, en la actuación anteriormente citada, Jenkins se ve obligada a alterar la tonalidad original de la canción para poder interpretarla.
La cantante japonesa Ayaka Hirahara fue la elegida para grabar "Love Never Dies" en japonés como bonus track de su álbum de debut.

### Discografía
El Disco de estudio de Love Never Dies fue grabado en marzo de 2009, usando una orquesta de 90 músicos. A Andrew Lloyd Webber no le gustaron las orquestaciones del segunda acto después de escucharlas una tarde, así que regrabó la mitad del álbum. El álbum fue completado en septiembre de 2009 y se programó su lanzamiento el 10 de marzo de 2010, el día antes al estreno mundial en Londres.
La grabación del reparto original de la producción fue lanzada el 8 de marzo de 2010 por Polydor Records en Londres y el 9 de marzo de 2010 por Decca Records en Norteamérica.
| Disco 1 - Prologue - Madame Giry, Fleck - The Coney Island Waltz - La Orquesta - "That's The Place That You Ruined, You Fool!" - Madame Giry, Fleck - Heaven By The Sea - Only For Him/ Only For You - Meg Giry, Madame Giry, Coro - The Aerie - Orquesta - 'Til I Hear You Sing - El Fantasma - Giry Confronts The Phantom/ 'Til I Hear You Sing (Reprise) - Meg Giry, Madame Giry, El Fantasma - Christine Disembarks - Raoul, Gustave, Coro - Arrival Of The Trio - "Are You Ready To Begin?" - Fleck, Gangle, Squelch, Raoul, Gustave, Coro - "What A Dreadful Town!" - Christine Daaé, Raoul, Gustave - Look With Your Heart - Christine Daaé, Gustave - Beneath A Moonless Sky - Christine Daaé, El Fantasma - Once Upon Another Time - Christine Daaé, El Fantasma - "Mother Please, I'm Scared!" - Gustave, Christine Daaé, El Fantasma - Dear Old Friend - Meg Giry, Madame Giry, Christine Daaé, Raoul, Gustave, Coro - Beautiful - Gustave, Fleck, Gangle, Squelch, El Fantasma - The Beauty Underneath - El Fantasma, Gustave - The Phantom Confronts Christine - El Fantasma, Christine Daaé, Madame Giry | Disco 2 - Entr'acte - La Orquesta - Why Does She Love Me? - Raoul, Meg Giry, Coro - Devil Take The Hindmost - Raoul, El Fantasma - Heaven By The Sea (Reprise) - coro - "Ladies... Gents!"/ The Coney Island Waltz (Reprise) - Fleck, Gangle, Squelch, Coro - Bathing Beauty - Meg Giry, Fleck, Gangle, Squelch, Coro - "Mother, Did You Watch?" - Meg Giry, Madame Giry - Before The Performance - Christine Daaé, Raoul, Gustave, El Fantasma - Devil Take The Hindmost (Quartet) - Gustave, Raoul, el Fantasma, Madame Giry, Meg Giry, Coro - Love Never Dies - Christine Daaé - "Ah Christine!" - El Fantasma, Christine Daaé , Raoul - "Gustave! Gustave!" - Christine Daaé, El Fantasma, Madame Giry, Fleck, Squelch - "Please Miss Giry, I Want To Go Back" - Meg Giry, Christine Daaé, El Fantasma, Madame Giry, Gustave |

#### Álbumes
Love Never Dies Deluxe Edition [Grabación del Reparto Original]

Fecha lanzamiento: 8 de marzo de 2010 (UK), 9 de marzo de 2010 (USA)

Número discos : 2 Audio CD, 1 DVD-Video

Extras incluidos: "Bonus DVD con entrevistas y grabaciones, booklet de 40 páginas con libreto completo"

Love Never Dies [Soundtrack]

Fecha de Lanzamiento: 8 de marzo de 2010 (UK), 9 de marzo de 2010 (USA)

Número de discos: 2 Audio CD

Ambas grabaciones contienen los mismos 19 cortes en el disco 1 y 13 cortes en el Disco 2, cada uno de los discos contiene un acto.
Una versión digital del Doble CD también fue lanzado desde Love Never Dies tienda official en línea.

## Recepción
El estreno mundial fue el 9 de marzo de 2010 en el Adelphi Theatre londinense. El espectáculo recibió críticas muy variadas, casi todas aplastantes.
Ben Brantley de New York Times le otorgó na calificación de cero estrellas y flageló al espectáculo diciendo "un gran y llamativo nuevo espectáculo. Y bien podría tener un cartel de "pateame" a su parte trasera. Este pobre intento de espectáculo tiene la misma tensión que uno de esos payasos sentados en un tanque de agua de feria de carnaval. ¿Para qué molestarse, cuando desde principio a fin, Love Never Dies es su propio spoiler?."
En The Times, el crítico Benedict Nightingale le dio al espectáculo dos de cinco estrellas y mencionó, "¿Dónde está la amenaza, el horror, la obscuridad psicológica? Para los que la quieran les recomiendo un viaje al Her Majesty's (donde se representa la obra original) no al Adelphi (donde se representa Love never dies)".
Otra crítica negativa apareció en el London Evening Standard, donde el crítico Henry Hitchings escribió que "mientras la música de Lloyd Webber es a veces ligeramente operativa, el tono general es desigual. No hay más que un par de canciones destinadas a permanecer en nuestra memoria, los duetos no despegan, y el final es insípido. Los admiradores del Fantasma estarán muy decepcionados, y aquí no hay suficiente material para atraer una nueva generación de fans". Hitchings también comento que "la historia es completamente predecible- y endeble. El principal problema es el libreto, obra de Lloyd Webber, Glenn Slater y Frederick Forsyth, pero sobre todo de Ben Elton. Le falta profundidad psicológica. Aún peor, le falta corazón. Hay poca emoción o tensión emocional. Apenas hay un momento de humor, la seriedad es la nota predominante, las letras de Slater son prosaicas, y los destellos de luz no son más que momentos pasajeros".
David Benedict del Variety escribió, "El problema con Love Never Dies es que mientras un par de melodías merecen la pena, el show no lo merece en absoluto. La secuela de Andrew Lloyd Webber para el Fantasma de la Opera quiere ser un drama trágico, pero simplemente es torpe. Solo una reescritura radical le podría dar alguna lejana posibilidad de emular a su predecesor."
En The Guardian, Michael Billington dio al espectáculo una crítica positiva diciendo "Hay mucho para disfrutar en el nuevo musical de Andrew Lloyd Webber. La partitura es una de las más seductoras del compositor". Sin embargo, Billington dijo que "el problema reside en el libreto, elaborado por Lloyd Weber y Ben Elton, que carece de peso suficiente para aguantar el imaginativo entramado".
Sin embargo, una crítica entusiasta vino por parte de Paul Taylor del The Independent, quien lo denominó como "fabuloso".